# 에리트레아 국가 올림픽 위원회
에리트레아 국가 올림픽 위원회(영어: Eritrean National Olympic Committee)는 에리트레아를 대표하는 국가 올림픽 위원회이다. IOC 코드는 ERI이다. 본부는 아스마라에 있으며 아프리카 국가 올림픽 위원회 연합에 소속되어 있다.
1996년에 설립되었으며 1999년에 국제 올림픽 위원회의 승인을 받았다. 올림픽, 올아프리카 게임을 비롯한 국제 스포츠 대회에 참가하는 에리트레아의 선수들을 대표한다.

## 같이 보기
- 올림픽 에리트레아 선수단